# Victoria Cristóbal Araujo
María Victoria «Vicky» Cristóbal Araujo (Madrid, 1976) és una assessora de comunicació i política del Partit Popular (PP).

## Biografia
Nascuda el 1976 a Madrid, es va llicenciar en periodisme. Durant el seu període com a estudiant va estar activa en el moviment estudiantil paneuropeu European Democrat Students (EDS), on va arribar a exercir la vicepresidència.
Va entrar a treballar com a assessora de premsa del Partit Popular de la Comunitat de Madrid el 1996 i, posteriorment, durant la legislatura 2003-2007, va treballar com a cap de premsa d'Esperanza Aguirre al grup popular de l'Assemblea de Madrid.
Posada a les ordres del conseller de Presidència d'Interior de la Comunitat de Madrid Francisco Granados Llerena dins del departament d'Emigració del govern regional, el febrer de 2008 va ser nomenada directora de l'Agència per a la Emigració, de nova creació. Després de la reestructuració de la conselleria el juliol de 2011, l'agència, dedicada a «defensar els drets dels madrilenys a l'estranger», es va mantenir intacta, i Cristóbal també va mantenir el càrrec. Va tancar definitivament al desembre de 2011.
Membre del Comitè Executiu Regional del PP, va ser inclosa com a candidata al número 5 de la llista del PP per a les eleccions municipals de 2011 a Majadahonda, va resultar elegida regidora. Nomenada regidora de Relacions Institucionals del consistori, va exercir de mà dreta de l'alcalde Narciso de Foxá, amic d'infància d'Esperanza Aguirre. Col·laboradora també a la Fundació FAES, José María Aznar va expulsar Cristóbal del  think-tank  conservador el 2014. Cristóbal va fer efectiva la seva renúncia a l'acta de regidora el gener de 2015; hi havia presentat la seva dimissió a finals de desembre de 2014 per, aparentment, centrar-se en les seves activitats a l'empresa privada.
El 2 de setembre de 2019 el jutge instructor de l'Audiència Nacional Manuel García-Castellón va determinar la imputació de Cristóbal en una de les peces del cas Púnica i la va citar per declarar el 18 de setembre.